# Habenaria sacculata
Habenaria sacculata är en orkidéart som först beskrevs av Isaac Bayley Balfour och Spencer Le Marchant Moore, och fick sitt nu gällande namn av Théophile Alexis Durand och Schinz. Habenaria sacculata ingår i släktet Habenaria och familjen orkidéer.
Artens utbredningsområde är Réunion. Inga underarter finns listade i Catalogue of Life.